# Stackmann & Retschy
Stackmann & Retschy in Lehrte war ein im 19. Jahrhundert gegründetes Chemie-Unternehmen zur künstlichen Herstellung von Dünger vor allem für die Landwirtschaft und gilt als eine der ältesten Fabriken von Superphosphat in Deutschland.

## Geschichte
Nachdem der Landwirt Julius Kühn schon 1850 in kleinen Mengen Superphosphat als Dünger aus Knochenmehl und Schwefelsäure hergestellt hatte, ergriffen schon wenig später die Inhaber von Stackmann & Retschy die Initiative zur Gründung ihrer Düngemittelfabrik: In den frühen Jahren der Industrialisierung des Königreichs Hannover, als Lehrte an das Netz der Königlich Hannöverschen Staatseisenbahnen angeschlossen und 1847 das Lehrter Eisenbahnkreuz angelegt worden war, wurde der damals noch kleine Ort Lehrte schon allein durch die innovative Eisenbahntechnik von einer Modernisierungswelle ergriffen. 1852 wurde die Lehrter Ackerbauschule eröffnet, im selben Jahr der Hofbesitzer Heinrich Molsen zum Ortsvorsteher von Lehrte gewählt. Molsen verglich seinerzeit die Landwirtschaft mit einer noch nicht wissenschaftlich durchrationalisierten Fabrik, plädierte unter anderem für die Verbesserung der bis dahin eingesetzten Ackergeräte und für eine Veredelung der Düngemittel.
Bald darauf erwarb der aus Ilten stammende Apotheker Burchard Retschy, versehen mit wissenschaftlichen Vorstudien, den Kenntnissen um die landwirtschaftlichen Verhältnisse im Königreich und aufgrund der günstigen Verkehrsverhältnisse am Lehrter Eisenbahnkreuz, von der Verkoppelungs-Kommission direkt an der Eisenbahnlinie Lehrte-Celle ein Stück Land; über den Grunderwerb finden sich in den Amtsakten vom 20. Dezember 1853 bereits erste Hinweise.
Gemeinsam mit dem Ortsvorsteher Molsen trug Retschy beim Amt Ilten schließlich seine Vorstellungen vom Bau einer Düngemittelfabrik mündlich vor, reichte am 27. April 1854 den Antrag für die in Lehrte zu eröffnende Fabrik ein und erhielt am 4. Mai des Jahres die Genehmigung durch die Landdrostei Lüneburg. Gemeinsam mit seinem Schwager Stackmann gründete Retschy 1854 die Düngemittelfabrik Stackmann & Retschy, Lehrte, deren Gebäude über einen eigenen Gleisanschluss mit den Eisenbahnnetz verbunden wurden.
Die hannoversche Regierung patentierte zudem den neuartigen und preisgünstig herzustellenden Kunstdünger, dessen Grundlage die Hufe von Pferden, Kühen und Schweinen sowie Hornabfälle bildete und der 14 % Stickstoff enthielt.
Nach einer Planskizze von 1854 entstand nun nordöstlich des Bahnhofs Lehrte an der Verlängerung der Bahnhofstraße am Ende eines neuen Nebengleises an der Bahnstrecke „auf Harburg“ ein U-förmiges Fabrikgebäude mit einem Maschinenhaus. Zudem entstand am Bahnhof ein „neuer Anbau“ mit Wohngebäuden und Gärten. Die neuen Arbeits- und Wohnplätze mit ihren Versorgungs- und Verkehrsbedürfnissen zogen zugleich eine neue Infrastruktur außerhalb der bis dahin dörflichen Siedlung Lehrte nach sich.
Laut den Mitteilungen des Gewerbevereins für das Königreich Hannover war die mittels einer Dampfmaschine zu betreibende Knochenmühle von Stackmann & Retschy im Jahr 1854 mindestens zeitweilig noch nicht in Betrieb.
Das Produkt-Portfolio von Stackmann & Retschy umfasste neben aufgeschlossenem Knochenmehl und reinen Superphosphaten auch stickstoffhaltige Materialien wie Hornmehl, Ammoniak und Chilesalpeter. Während die hochgradigen Dünger vor allem für den Anbau von Zuckerrüben Anwendung fanden, wurden niedriggradige Gemische für Getreide sowie den Anbau von Kartoffeln und auf Wiesen eingesetzt. Mit der ersten Düngemittelfabrik im Königreich Hannover machten sich ihre Unternehmer vor allem um die Entwicklung der Zuckerrüben-Kultur verdient, aber auch um den Feldbau Hannovers insgesamt.
Schließlich erhielt Retschy aufgrund seiner Leistungen den Titel eines „Bergcommissairs“ verliehen.
In der Gründerzeit des Deutschen Kaiserreichs produzierte Stackmann & Retschy im Jahr 1878 mit 70 Arbeitern mehr als 8.000.000 Kilo verschiedene Düngesorten.
1889 hatte das Unternehmen eine Dampfmaschine von der Sächsischen Maschinenfabrik, vorm. Richard Hartmann AG in Betrieb, gefolgt von einer Ascherslebener Maschinenbau Act.-Ges., vorm W. Schmidt & Co.Act.-Ges.
Im letzten Jahr des Ersten Weltkrieges erlosch die Firma, die zuletzt als Offene Handelsgesellschaft (OHG) geführt worden war, am 20. April 1918.

## Schriften
- Künstliche Düngemittel aus Knochen der chemischen Fabrik von Stackmann & Retschy zu Lehrte bei Hannover, Lehrte 1861

## Archivalien
Archivalien von und über Stackmann & Retschy finden sich beispielsweise
- im Niedersächsischen Landesarchiv (Standort Hannover)
  - hinsichtlich der Amtsakten von 1853 unter dem Bestand Hann. 74 Burgdorf II Nr. 39[1]
  - zur OHG bis 1918: Signatur Hann. 122, Burgdorf Acc. 26/70 Nr. 5[1]